# Yangshan Huiji
Yangshan Huiji (chiń. upr. 仰山慧寂; pinyin Yǎngshān Huìjì; kor. 안산혜적 Angsan Hyejŏk; jap. Kyōzan Ejaku; wiet. Nhạng Sơn Huệ Tịch; ur. 807, zm. 883) – chiński mistrz chan, współzałożyciel szkoły guiyang, uważany jest za drugiego jej patriarchę.

## Życiorys
Pochodził z Huaihai w Shaozhou, obecnie miasto Shaoguan w prowincji Guangdong. Rodowym nazwiskiem było Ye. Gdy miał 15 lat postanowił opuścić dom rodzinny i zostać mnichem buddyjskim. Ponieważ jego rodzice nie wyrazili na to zgody, dwa lata później obciął sobie dwa palce i uklęknąwszy przed rodzicami poprosił o wyrażenie zgody. Rodzice widząc jego determinację ustąpili.
Nie wiadomo dokładnie, kto był jego pierwszym nauczycielem. Być może był nim mistrz chan Bu Yutong, opat klasztoru He’an w Guangzhou (mógł nim być także mistrz chan Tong z klasztoru Nanhua). Po zostaniu nowicjuszem i jeszcze przed przyjęciem pełnej mnisiej ordynacji udał się na północ w celu odwiedzenia słynnych klasztorów prowincji Hunan i Jiangxi.
W czasie wędrówki zatrzymał się w klasztorze mistrza chan Danyuana Yizhena, ucznia Nanyanga Huizhonga. Pod jego kierunkiem przeżył pierwszy wielki wgląd. Wiadomo także, że widział się z Mazu Daoyim i Baizhangiem Huaihaiem. Wyrobił sobie opinię znakomitego ucznia chan.
Po tym doświadczeniu udał się do mistrza chan Guishana Lingyou i został jego uczniem. Wkrótce też stał się jego ulubionym i głównym uczniem, i w końcu osiągnął oświecenie. Miał ze swoim nauczycielem bardzo bliski kontakt duchowy, tak że szkoła chan, jedna z tzw. pięciu domów chan, którą założył mistrz Guishan, przybrała nazwę guiyang (nazwa powstała z pierwszych członów ich imion: Guishan i Yangshan). Pełna zrozumienia i braterska relacja mistrza z uczniem wpłynęła na atmosferę całej szkoły. Kroniki podkreślają rodzinną atmosferę, która panowała w klasztorach szkoły.
Yangshan udał się następnie na górę Yang w dzisiejszej prowincji Jiangxi i tam rozpoczął swoją owocną karierę jako nauczyciel chan. Mawiał Osiągnąłem istotę u Danyuana i osiągnąłem działanie u Guishana.
Pewnego razu Huiji otrzymawszy od Guishana lustro, pokazał je mnichom i powiedział
O mnisi! Guishan przysłał mi lustro. Czy nazwiemy je lustrem Guishana czy moim? Jeśli je nazwiemy moim, to jak to możliwe, że pochodzi od Guishana? Jeśli je nazwiecie lustrem Guishana, to jak wytłumaczycie, że znajduje się w moim ręku? Jeśli odpowiecie mi trafnie – zachowam lustro. W przeciwnym razie roztrzaskam je na kawałki.
Powtórzył to trzykrotnie. Ponieważ nikt się nie odezwał, mistrz zniszczył lustro.
Mistrz zmarł na górze Dongbing w Shaozhou.
Dwór cesarski nadał mu pośmiertny tytuł Wielkiego Mistrza Przenikliwej Mądrości. Stupa otrzymała nazwę Subtelnego Światła.
Był nazywany małym Siakjamunim. Po raz pierwszy został tak nazwany przez hinduskiego (lub z Azji Środkowej) mnicha, który powiedział
Przybyłem do Chin w poszukiwaniu Mañjuśriego, lecz zamiast niego znalazłem małego Śakjamuniego.
Huiji występuje w gong’anie 26 z Wumenguan, w gong’anach 34 i 68 w Biyan lu, w gong’anach 26, 32, 37, 72, 77 i 90 z Congronglu oraz w komentarzach 6, 15, 20, 29, 53 i 86.

## Linia przekazu Dharmy zen
Pierwsza liczba oznacza liczbę pokoleń mistrzów od 1 Patriarchy indyjskiego Mahakaśjapy.
Druga liczba oznacza liczbę pokoleń od 28/1 Bodhidharmy, 28 Patriarchy Indii i 1 Patriarchy Chin.
Trzecia liczba oznacza początek nowej linii przekazu w danym kraju.
- 36/9. Baizhang Huaihai (720–814)
  - 37/10. Guishan Lingyou (771–853) szkoła guiyang
    - 38/11. Lingyun Zhiqin (bd)
    - 38/11. Liu Tiemo (bd) mistrzyni chan
    - 38/11. Jingzhao Mihu (bd)
    - 38/11.Yangshan Huiji (807–883)
      - 39/12. Wuzhu Wenxi (821–900)
      - 39/12. Miaoxin (bd) mistrzyni chan
      - 39/12. Hangzou Wenxi (bd)
      - 39/12. Xita Guangmu (Yangshan) (bd)
        - 40/13. Zifu Rubao (bd)
          - 41/14. Guizhen Deshao (bd)
            - 42/15. Sanjiao Zhiqian (bd)
              - 43/16. Xingyang Ciduo (bd)
                - 44/17. Deqing Xuyun (bd)

      - 39/13/1. Wŏnnang Taet'ong (816–883) szkoła sŏngju – Korea
      - 39/12/1. Sunji Yoo Korea
      - 39/12. Nanta Guangyong (850–938)
        - 40/13. Bajiao Huiqing (bd) koreański mistrz działający w Chinach
          - 41/14. Xingyang Qingrang (bd)